# 조지 몬커
조지 앤서니 몬커(George Anthony Moncur, 1993년 8월 18일 ~ )는 잉글랜드의 축구 선수이다. 현재 잉글랜드 EFL 리그 투의 레이턴 오리엔트 FC에서 활약하고 있다.